# 基督教哲学
基督教哲學是包括所有代表二千年來試圖用哲學的知識中的理性思考來闡釋基督教的教導的理性思考的傳統 。

## 哲学取向
哲学研究本身是理性化的批判性思维过程，而宗教是建立在启示和既定教条的基础上的， 所以哲学和宗教的可共存性受到质疑。 但是，基督教经典文献中确实有一些具有哲学特征的质问(命题)和著作。在基督教哲学中，这些命题需要以自然的方式加以证明，并且他使用了以经验为条件的反思-并运用了理性, 避免超自然的信息来源（神圣的文本，神学的揭示，信条权威，直接的超自然交流)。基督教哲学的哲学起点是逻辑，并不排除基督教神学中的理性和自然的信息来源部分。尽管基督教哲学中神学学说与哲学反思之间存在某种联系，不過其哲学反思是严格理性化的。《史丹佛哲學百科全書》針對神學和哲學的論點是：「从这两个学科的角度来看，如果论证的前提至少之一是从启示中获得的，那么论证就属于神学领域；否则，它将落入哲学领域。」

## 怎樣調解基督教和哲學的分歧
在宗教及哲學的融合上，過往的努力及嘗試的遭遇到不少困難。這是因為經典哲學家在他們的研究上沒有任何預設的結論，相反經典宗教信眾就已經存在著一套宗教理念。事實上，由於他們不同的目的及立場，因此有人認為沒有人能同時是哲學家，又是信仰啟示的真實跟隨者。若基於此論點，所有試圖尋找融合的努力也是白費的。
但是，亦有一些人認為這種融合是可能的。其中一個方法是運用哲學論證去證明一個預設的宗教理念是正確的。這就是所謂的護教學，亦是多種宗教傳統，如猶太主義、基督教及伊斯蘭教作品的一般技巧，但卻多被不認同是真正的哲學。另一方法是完全捨棄宗教理念是正確的想法，除非在哲學分析上已獲得相同的結論。但是，這方法反而不被該宗教信眾所接受。第三種方法，亦是較少用的方法，就是把分析哲學應用到個別的宗教上。在此情況上，一個宗教家只要詢問以下問題，亦可以成為一個哲學家：
- 神的本質是甚麼？我們怎樣知道神的存在？
- 啟示的本質是甚麼？我們怎樣知道神將自己的旨意啟示給人類？
- 哪一種宗教傳統須以文學方法解釋？
- 哪一種宗教傳統須以寓意方法解釋？
- 一個人須相信甚麼才算是該宗教的擁護者？
- 怎樣調解哲學上的成果與宗教的分歧？
- 怎樣調解科學上的成果與宗教的分歧？

以上鈎畫了基督教哲學家怎樣構築他們的工作。至於其他哲學家則並不是用這些方式建搆他們的工作，例如有人認為對於神存在的論證是沒有意義的，因為神的存在在基督教信仰上是沒有懷疑的。

## 基督教哲學家與非基督教哲學家的相互影響
在基督教哲學、猶太哲學及伊斯蘭哲學之間有著很多的相互影響。很多基督教哲學家都參考其他猶太及伊斯蘭哲學家的著作，而他們在某一信仰上的討論往往會導致另一信仰上的討論。
有些現今的伊斯蘭哲學家與天主教哲學家會共同研究某一課題。

## 基督教哲學的起源
- 耶穌：記載在四福音書內耶穌的生平及其教導是基督教的基礎。

- 保羅：大數的掃羅是一個逼迫早期基督教教會、間接導致司提反殉道的猶太人。掃羅戲劇性的轉變皈依基督教，並改名保羅。他成為基督教領袖，並寫作多卷書信教導教義及神學予早期教會。他的一些講章及與希臘哲學家的辯論亦記載在《聖經》的使徒行傳。他的書信成為後期基督教哲學家的重要資源。

## 希羅主義下的基督教哲學
希羅主義（Hellenism）是對在耶穌、聖保羅及其後世代的羅馬帝國的希臘文化的傳統稱呼。除了畢達哥拉斯、柏拉圖及亞里士多德（他的著作經已遺失了多個世紀）。新興起的哲學派有犬儒學派、Skeptics及斯多亞學派，亦是把希羅哲學帶進我們世界的思想及演說家。慢慢地，在希羅主義下產生了一個較完整的画面，但在某些範疇上，仍有一些反對的聲音。
以下是一些與希羅基督教哲學有著緊密關係的思想家：
- 特土良：特土良在他皈依基督前已是一位哲學家，他是2世紀的多產作家，更被稱為“西方教會之父”。他發展了靈魂傳殖說（即靈魂是從父母傳給下一代）、神是有形體的（雖然不是肉體）存在及四福音書的權威。他大力打擊馬吉安主義，並且認為希臘哲學與基督教智慧是不相和的。在他末年時，他加入了孟他努主義的異端小教派，因此他不獲天主教教會封聖。

- 愛任紐：愛任紐最受觸目的是他反對諾思底主義，申辯神的獨一性的著作。他論證原罪是潛藏在人性中，而基督的降生成人把從亞當而來的原罪“還原”，因此所有人類的生命得以聖化。愛任紐認為基督是人類智慧的老師。

- 亞歷山大的革利免

- 俄利根：俄利根受柏拉圖主義的影響，把柏拉圖主義的元素加入基督教內。他套用柏拉圖的思想及兩個教會（一個完美的教會，及另一個現實的教會）的觀念上。他亦堅持柏拉圖的完美神觀。

- 聖奧古斯丁：奧古斯丁發展了經典基督教哲學，大大地受希伯來及希臘思想所影響。他引用希臘思想家柏拉圖、新柏拉圖主義及斯多亞主義，及從啟示修訂了基督教及《聖經》的教導。

- 亞他那修
- 約翰一世
- 4世紀的加帕多家教父

## 中世紀基督教哲學
- 安瑟倫：安瑟倫最為出名的是他論證神存在的“本體論說”。安瑟倫是其中一位西方思想家直接引用亞里士多德的著作，但是他並沒有亞里士多德的所有著作，而他所有亦只是亞拉伯文的翻譯。

- 托馬斯·阿奎納：托馬斯·阿奎納是大阿爾伯特的學生，是一個忠實的多明我會實踐者。他與13世紀的方濟各會罗吉尔·培根（Roger Bacon）十分相似。阿奎納 在基督教重新引入亞里士多德之哲學。他相信在信仰與理性之間不存在任何矛盾，而亞里士多德經已達至人類追求真理的頂峰。他於是運用亞里士多德的哲學作為他構築神學及哲學的藍圖。他是巴黎大學的教授，與他同期的有方濟各會的教授聖文德（St Bonaventure）。

## 文藝復興及宗教改革的基督教哲學
- 馬丁·路德
- 伊拉斯謨
- 約翰·喀爾文

## 現代及當代的基督教哲學
以下是現代及當代的基督教哲學家，並以英文字首排序：
- 索倫·奧貝·克爾凱郭爾：實存主義的創立人
- 卡爾·巴特：兩次世界大戰的德國幸存者。 巴特曾經撰寫一部偉文的《教會教義學》，但他未能完成此書並於1968年歿。巴特強調人的思想與神自身之間有着無法被逾越的鴻溝，縱然人嘗試去了解神，而神也通過人的語言及文化啟示祂自己，但人關於神的觀念必定與神自身不盡相同。巴特否認自己是一個哲學家，他宣稱自己只是一個教會教義學者及傳道人。

- 吉爾伯特·基思·卻斯特頓：信奉天主教的英國作家。 卻斯特頓把基督教思想應用於並非小說及詩歌的作品上，他的一些作品引起人們在神學、倫理學、政治學及經濟學等方面上的關注，尤其是關於尋找真理一事的重要性、對優生學的反對和宣揚分產主義一事等等的作品。
- 雅克·馬里頓
- 保羅·田立克
- 克利夫·史戴普·路易斯
- Knud Ejler Løgstrup
- Bernard Lonergan
- John Henry Newman
- 若望·保祿二世教宗
- Eleonore Stump
- 艾蒂安·吉爾森
- William Sweet (威廉 斯威特)

## 外部連結
- Theandros - An Online Journal of Orthodox Christian Theology and Philosophy